# Jeff Louder
Jeff Louder (Salt Lake City, Utah, 1977. december 8. –) amerikai profi kerékpáros. 2014-ben visszavonult a versenyzéstől.

## Eredményei
| 2001 5. - Eurode Omloop 2003 1., 2. szakasz - Ecology Center Classic Montana 2., összetettben - Cache Classic Logan 1., Prológ 1., 4. szakasz 5. - Classique Montréal - Québec 8. - GP Pino Cerami 2004 1., 4. szakasz - Tour of Connecticut 2., összetettben - Cascade Classic 3., összetettben - Tour of Qinghai Lake 1., 2. szakasz 2005 2., Amerikai országúti bajnokság - Időfutam-bajnokság 3., összetettben - GP de Beauce 4. - GP de la Ville de Rennes 6., összetettben - Tour of Qinghai Lake 2006 2., összetettben - Cascade Classic 3., összetettben - Tour of Utah 4., összetettben - Tour de Taiwan 8., Amerikai országúti bajnokság - Időfutam-bajnokság 2007 1., 5. szakasz - Cascade Classic 7., összetettben - Tour de Georgia | 2008 1., összetettben - Tour of Utah 1., 4. szakasz 3., összetettben - Cascade Classic 5., Amerikai országúti bajnokság - Mezőnyverseny 8., összetettben - Tour of Missouri 2009 1., összetettben - Redlands Bicycle Classic 1., 1. szakasz 3., összetettben - Tour of Utah 3., összetettben - Cascade Classic 3., Amerikai országúti bajnokság - Mezőnyverseny 2010 1., 4. szakasz Tour of Utah |

## Grand Tour eredményei
| Grand Tour | 2010    | 2011 |
| ---------- | ------- | ---- |
| Giro       | feladta | -    |
| Tour       | -       | -    |
| Vuelta     | -       |      |